# Đường hầm Seikan
Đường hầm Seikan (青函トンネル Thanh Hàm Tunnel hay 青函隧道 Thanh Hàm toại đạo) là một đường hầm đường sắt dài 53.85 km tại Nhật Bản, với một đoạn dài 23.3 km ngầm dưới đáy biển. Đây là đường hầm ngầm dưới biển dài nhất thế giới, dù Đường hầm eo biển Manche giữa Anh quốc và Pháp có đoạn ngầm dưới biển dài hơn. Nó chạy bên dưới Eo biển Tsugaru — nối tỉnh Aomori trên hòn đảo Honshū của Nhật với đảo Hokkaidō — như một phần của Tuyến đường Kaikyo của Công ty Đường sắt Hokkaido. Dù nó là đường hầm giao thông (đường sắt hay đường bộ) dài nhất thế giới, việc đi lại bằng đường không nhanh hơn và rẻ hơn đã khiến Đường hầm Seikan hoạt động không hết công suất. Kỷ lục đường hầm dài nhất của nó đã bị phá khi Đường hầm Gotthard Base, một hầm đường sắt châu Âu, được khánh thành vào ngày 1 tháng 6 năm 2016. Nó cũng là hầm đường sắt sâu nhất thế giới.

## Lịch sử
Việc liên kết hai hòn đảo Honshū và Hokkaidō bằng một đường nối cố định đã được xem xét từ thời kỳ Taishō (1912–1925), nhưng việc khảo sát nghiêm túc chỉ bắt đầu năm 1946, vì việc mất những lãnh thổ hải ngoại ở cuối Thế chiến II và nhu cầu bố trí cho những binh lính phục viên. Năm 1954, năm chiếc phà, gồm cả Toya Maru, đã bị đắm tại Eo biển Tsugaru trong một trận cuồng phong, làm thiệt mạng 1,430 hành khách. Năm sau đó Công ty Đường sắt Quốc gia Nhật Bản (JNR) đã cho tiến hành việc khảo sát đường hầm.
| Biểu thời gian | Biểu thời gian                                               |
| -------------- | ------------------------------------------------------------ |
| 1946-04-24     | Khảo sát địa chất bắt đầu                                    |
| 1954-09-26     | Phà đường sắt Toya Maru đắm tại Eo biển Tsugaru              |
| 1964-03-23     | Công ty Xây dựng Đường sắt Công cộng Nhật Bản được thành lập |
| 1971-09-28     | Việc xây dựng hầm chính bắt đầu                              |
| 1983-01-27     | Hầm dẫn hướng đã thông                                       |
| 1985-03-10     | Hầm chính đã thông                                           |
| 1988-03-13     | Hầm được mở cửa                                              |

Một vấn đề lo ngại khác là sự gia tăng giao thông giữa hai hòn đảo. Một nền kinh tế bùng nổ làm tăng mạnh mức độ giao thông tại Seikan (nơi có các thành phố quan trọng Aomori và Hakodate) Số hành khách đi phà đã tăng gấp đôi lên 4,040,000 người/năm từ năm 1955 đến năm 1965, và mức độ vận chuyển hàng hoá tăng lên 1.7 lần lên 6,240,000 tấn/năm. Năm 1971, những dự báo về giao thông cho thấy nó sẽ vượt quá khả năng chuyên chở của bến phà, vốn bị giới hạn bởi các điều kiện địa lý. Tháng 9 năm 1971, quyết định bắt đầu xây dựng đường hầm được đưa ra. Một đường hầm có khả năng lưu thông cho loại tàu Shinkansen được lựa chọn, với những kế hoạch mở rộng mạng lưới Shinkansen.
Việc xây dựng đầy khó khăn trên những điều kiện địa chất phức tạp được tiến hành. 34 công nhân đã thiệt mạng trong khi xây dựng.
Ngày 27 tháng 1 năm 1983, Thủ tướng Nhật Yasuhiro Nakasone đã nhấn nút thực hiện vụ nổ hoàn thành hầm dẫn hướng. Ngày 10 tháng 3 năm 1985, Bộ trưởng giao thông Tokuo Yamashita đã đào một hố mang tính biểu tượng xuyên hầm chính.
Ở thời điểm ấy sự thành công của dự án đã bị nghi ngờ, với những dự báo về giao thông năm 1971 bị cho là quá thổi phồng. Thay vì tỷ lệ tăng giao thông như được dự đoán cho một đỉnh điểm năm 1985, đã tới trước vào năm 1978 và sau đó bắt đầu giảm. Sự giảm sút được cho là có nguyên nhân từ sự sụt giảm tốc độ phát triển của nền kinh tế Nhật Bản từ cuộc khủng hoảng dầu mỏ lần thứ nhất năm 1973, và bởi những tiến bộ trong ngành vận tải hàng không và vận tải đường biển tầm xa.
Đường hầm được mở cửa ngày 13 tháng 3 năm 1988, với tổng chi phí xây dựng ¥538.4 tỷ (US$3.6 tỷ).
Ngay khi đường hầm hoàn thành, mọi hoạt động vận tải đường sắt giữa Honshū và Hokkaidō đều sử dụng đường hầm. Tuy nhiên, với vận tải hành khách, 90% người dân sử dụng hàng không vì chi phí và tốc độ. Ví dụ để đi từ Tokyo và Sapporo bằng xe lửa mất hơn 10 giờ 30 phút, với nhiều lần chuyển tàu. Bằng đường không, chuyến đi chỉ kéo dài 3 giờ 30 phút, gồm cả thời gian tới sân bay. Việc bãi bỏ quy định và cạnh tranh trong thị trường hàng không nội địa Nhật Bản đã làm giảm giá tuyến Tokyo-Sapporo, khiến giá đường sắt trở nên đắt hơn.
Dịch vụ tàu hỏa xuyên đêm Hokutosei, bắt đầu phục vụ sau khi Đường hầm Seikan hoàn thành, vẫn là cách đi lại chính của mọi người. Dịch vụ xuyên đêm Cassiopeia mới và cao cấp hơn thường được đặt kín.
Những đoàn tàu Shinkansen thường không chạy xuyên đường hầm, dù Đường hầm Seikan được xây dựng thích hợp cho tàu Shinkansen. Công ty JR East đã quyết định kéo dài Tohoku Shinkansen tới Aomori và sau đó sẽ kết nối với tuyến Hokkaido Shinkansen trong tương lai. Từ Aomori, Hokkaido Shinkansen sẽ tiếp tục chạy tới Ga Shin-Hakodate-Hokuto ở Hakodate, Hokkaido vào năm 2015 và sau đó là tới Ga Sapporo. Tuyến Hokkaido Shinkansen tương lai sẽ được điều hành bởi JR Hokkaido.

## Khảo sát, xây dựng và địa chất
| Dữ liệu giao thông Eo biển Tsugaru | Dữ liệu giao thông Eo biển Tsugaru | Dữ liệu giao thông Eo biển Tsugaru | Dữ liệu giao thông Eo biển Tsugaru |
| Năm                                | Hành khách (người/năm)             | Hàng hóa (Tấn/năm)                 | Mode                               |
| ---------------------------------- | ---------------------------------- | ---------------------------------- | ---------------------------------- |
| 1955                               | 2.020.000                          | 3.700.000                          | Phà Seikan                         |
| 1965                               | 4.040.000                          | 6.240.000                          | Phà Seikan                         |
| 1970                               | 9.360.000                          | 8.470.000                          | Phà Seikan                         |
| 1985                               | 9.000.000                          | 17.000.000                         | 1971 Forecast                      |
| 1988                               | ~3.100.000                         | —                                  | Seikan Tunnel                      |
| 1999                               | ~1,700,000                         | —                                  | Hầm Seikan                         |
| 2001                               | —                                  | >5,000,000                         | Hầm Seikan                         |
| 1. †                               |                                    |                                    |                                    |

Mặt cắt tiêu biểu đường hầm. (1) Hầm chính, (2) hầm dịch vụ, (3) hầm dẫn hướng, (4) phòng kết nối.

Biểu đồ mặt cắt đoạn đường hầm dưới biển.

Công việc khảo sát bắt đầu năm 1946, và 25 năm sau vào năm 1971 công trình bắt đầu xây dựng. Vào tháng 8 năm 1982, khoảng 700 m hầm còn lại đã được đào xong. Hai phía của đường hầm gặp nhau vào năm 1983.
Eo biển Tsugaru có hai chỗ hẹp nhất ở phía đông và phía tây với bề rộng khoảng 20 km. Các khảo sát đầu tiên vào năm 1946 cho thấy rằng độ sâu đáy biển ở eo phía đông sâu đến 200 m với địa chất chủ yếu là núi lửa. Eo phía đông có độ sâu tối đa 140 m và địa chất chủ yếu là các đá trầm tích Neogen. Do đó, eo phía tây được chọn để xây dựng đường hầm.
Địa chất bên dưới đáy biển mà phần lớn đường hầm đi qua bao gồm đá núi lửa, đá mảnh vụn, và đá trầm tích tuổi đệ Tam muộn. Khu vực bị uốn nếp tạo thành các nếp lồi gần như dốc đứng, và các đá trẻ nhất nằm ở giữa của eo biển, and encountered last. Địa chất có thể được chia làm 3 phần, phía đảo Honshū gồm các đá núi lửa (như andesit, bazan); phía Hokkaidō gồm các đá trầm tích (tuff, đá bùn đệ Tam); và phần giữa bao gồm địa tầng Kuromatsunai (bột kết tuổi đệ Tam). Các đá xâm nhập và đứt gãy làm các đá bị cà nát nên gây khó khăn cho việc đào hầm.
Khảo sát địa chất ban đầu được thực hiện vào thời gian 1946–1963 bao gồm việc khoan thăm dò dưới đáy biển, khảo sát đáy biển, lấy mẫu đáy biển, khảo sát dùng tàu ngầm nhỏ, và thăm dò từ và địa chấn. Để hiểu rõ hơn điều kiện địa chất, công việc khoan dẫn hướng được thực hiện dọc theo cả hai hầm dịch vụ và hầm dẫn hướng.
Việc đào hầm được tiến hành đồng thời từ cả đầu nam và đầu bắc. Các đoạn trên đất liền được áp dụng các kỹ thuật đào hầm trong núi truyền thống, với chỉ một đường hầm chính. Tuy nhiên, với đoạn ngầm dưới biển dài 23.3 kilômét, ba lỗ khoan được đào với đường kính dần to thêm: một đường hầm dẫn hướng thứ nhất, một đường hầm dịch vụ, và cuối cùng là đường hầm chính. Hầm dịch vụ nối với hầm chính theo từng đoạn bởi các hố kết nối, với khoảng cách 600 tới 1,000 mét. Đường hầm dẫn hướng được dùng làm hầm dịch vụ cho đoạn đoạn 5 kilômét ở trung tâm.
Bên dưới Eo biển Tsugaru, một máy đào hầm (TBM) đã bị bỏ đi sau khi đào chưa tới 2 kilômét vì tính chất biến đổi của đá và sự khó khăn trong việc tiếp cận bề mặt để đổ vữa lỏng phía trước máy đào. Sau đó việc đào hầm được tiến hành bằng cách nổ mìn và dùng máy đào.

## Bảo dưỡng
Một báo cáo năm 2002 của Michitsugu Ikuma miêu tả đoạn ngầm dưới biển rằng "kết cấu đường hầm có vẻ vẫn đang ở tình trạng tốt". Khối lượng dòng chảy vào đã giảm theo thời gian, dù nó "tăng ngay sau một trận động đất lớn".

## Kết cấu

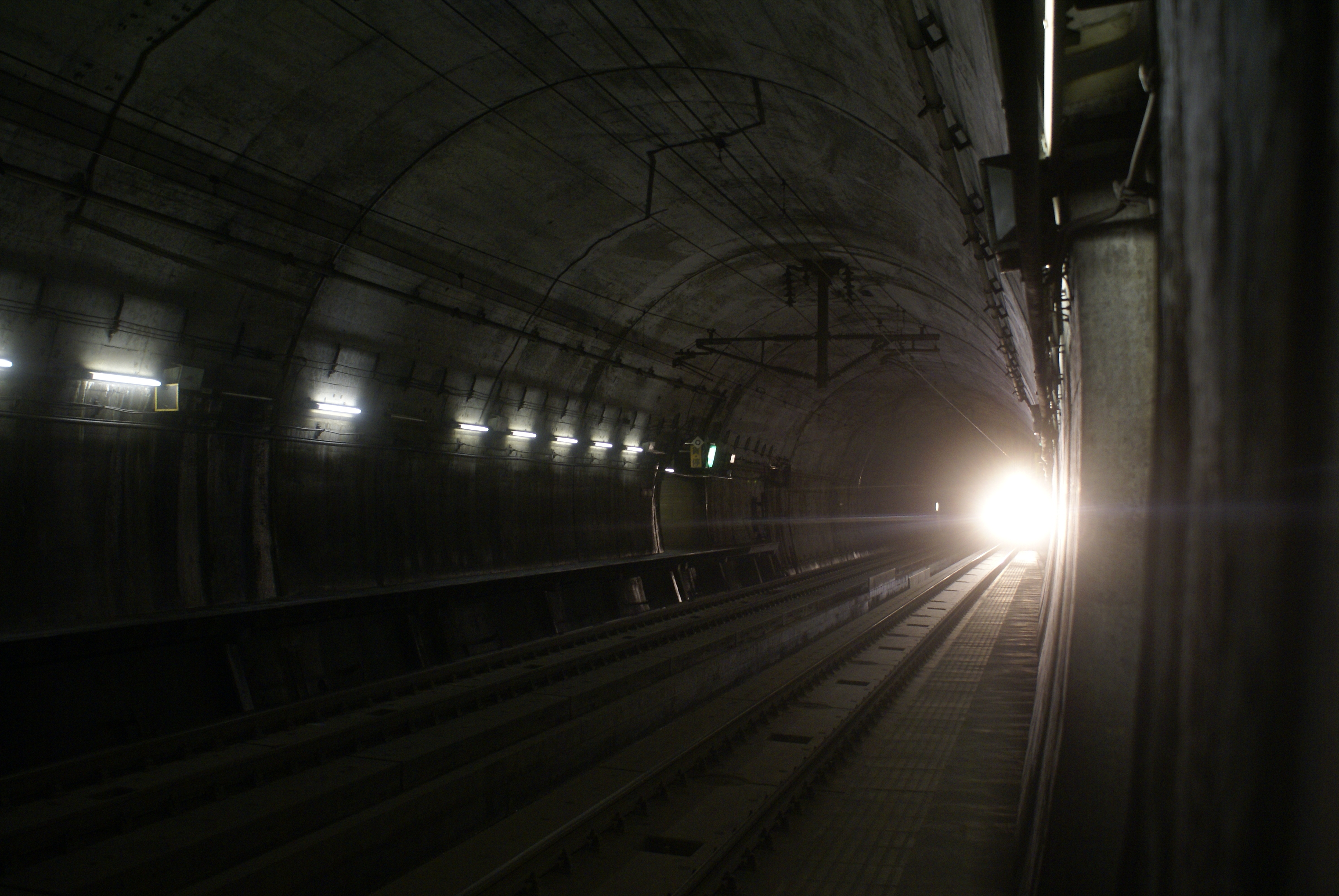
Tàu hỏa tiếp cận Ga Tappi-Kaitei, tháng 7 năm 2008

Ban đầu chỉ khổ đường hẹp được đặt trong hầm, nhưng vào năm 2005 dự án Hokkaido Shinkansen bắt đầu việc xây dựng có đặt đường khổ đôi và nối đường hầm với mạng lưới Shinkansen. Các đoàn tàu Shinkansen sẽ có thể đi qua đường hầm tới Hakodate từ năm 2015 và cuối cùng là tới Sapporo. Đường hầm có 52 kilômét đường ray hàn liên tục.
Hai ga nằm bên trong chính đường hầm: Ga Tappi-Kaitei và Ga Yoshioka-Kaitei. Các ga đồng thời là điểm thoát hiểm khẩn cấp. Trong trường hợp hỏa hoạn hay thảm hoạ, cả hai ga đều có thể cung cấp dịch vụ hỗ trợ ở khoảng cách gần hơn. Hiệu quả của các đường thoát hiểm tại các ga khẩn cấp được tăng cường thêm bằng các quạt thông gió để thổi khói ra ngoài, các camera để hướng dẫn hành khách tới nơi an toàn, các hệ thống báo cháy (hồng ngoại) nhiệt và các họng phun nước.
Trước kia, cả hai ga đều có những bảo tàng có thông tin chi tiết về lịch sử và chức năng của đường hầm và có thể được tới thăm bằng các tour đặc biệt. Chỉ Tappi-Kaitei hiện còn một bảo tàng, bảo tàng tại Yoshioka-Kaitei đã bị bãi bỏ ngày 16 tháng 3 năm 2006 để nhường chỗ cho những công việc chuẩn bị cho Hokkaido Shinkansen.
Hai ga này là ga đường sắt đầu tiên trên thế giới được xây dựng dưới biển.